# Campeonato Mundial de Esqui Alpino de 1962
O Campeonato Mundial de Esqui Alpino de 1962 foi a vigésima primeira edição do evento, foi realizado em Chamonix, França, em fevereiro de 1962.

## Resultados

### Masculino
| Evento         | Ouro                        | Prata                       | Bronze                                |
| -------------- | --------------------------- | --------------------------- | ------------------------------------- |
| Downhill       | Karl Schranz · Áustria ·    | Emile Viollat · França ·    | Egon Zimmermann · Áustria ·           |
| Slalom         | Charles Bozon · França ·    | Guy Périllat · França ·     | Gerhard Nenning · Áustria ·           |
| Slalom gigante | Egon Zimmermann · Áustria · | Karl Schranz · Áustria ·    | Martin Burger · Áustria ·             |
| Combinado      | Karl Schranz · Áustria ·    | Gerhard Nenning · Áustria · | Ludwig Leitner · Alemanha Ocidental · |

### Feminino
| Evento         | Ouro                          | Prata                         | Bronze                             |
| -------------- | ----------------------------- | ----------------------------- | ---------------------------------- |
| Downhill       | Christl Haas · Áustria ·      | Pia Riva · Itália ·           | Barbara Ferries · Estados Unidos · |
| Slalom         | Marianne Jahn · Áustria ·     | Marielle Goitschel · França · | Erika Netzer · Áustria ·           |
| Slalom gigante | Marianne Jahn · Áustria ·     | Erika Netzer · Áustria ·      | Joan Hannah · Estados Unidos ·     |
| Combinado      | Marielle Goitschel · França · | Marianne Jahn · Áustria ·     | Erika Netzer · Áustria ·           |

## Quadro de medalhas
| Ordem | País               | Medalha de ouro | Medalha de prata | Medalha de bronze | Total |
| ----- | ------------------ | --------------- | ---------------- | ----------------- | ----- |
| 1     | Áustria            | 6               | 4                | 5                 | 15    |
| 2     | França             | 2               | 3                | 0                 | 5     |
| 3     | Itália             | 0               | 1                | 0                 | 1     |
| 4     | Estados Unidos     | 0               | 0                | 2                 | 2     |
| 5     | Alemanha Ocidental | 0               | 0                | 1                 | 1     |
|       | TOTAL              | 8               | 8                | 8                 | 24    |